# Konstantin Dimitrow

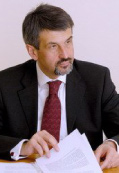
Konstantin Dimitrow

Konstantin Stefanow Dimitrow (auch Konstantin Stefanov Dimitrov geschrieben, bulgarisch Константин Стефанов Димитров; * 28. Januar 1957 in Sofia) ist ein bulgarischer Politiker und Mitglied der Demokraten für ein starkes Bulgarien. 
Zwischen 1998 und 2000 war Dimitrow stellvertretender bulgarischer Außenminister. Bis 2007 war er Mitglied des Europäischen Parlaments.
Konstantin Dimitrow ist verheiratet und hat ein Kind.